# Macropoliana scheveni
Macropoliana scheveni là một loài bướm đêm thuộc họ Sphingidae. Loài này có ở Tanzania.